# Barnaby River
Der Barnaby River  ist ein rechter Nebenfluss des Southwest Miramichi River in der kanadischen Provinz New Brunswick.

## Flusslauf
Der Barnaby River entspringt 7 km südwestlich von Rogersville auf einer Höhe von 90 m. Er fließt anfangs 30 km in überwiegend nordnordöstlicher Richtung. Dabei fließt er westlich an Rogersville vorbei. Auf den unteren 20 Kilometern wendet sich der Barnaby River in Richtung Westnordwest. Er mündet schließlich in den Southwest Miramichi River, 7 km oberhalb dessen Zusammenfluss mit dem Northwest Miramichi River. Der Flusslauf befindet sich im Südosten des Northumberland County. Das Einzugsgebiet des Barnaby River ist hauptsächlich bewaldet.

## Hydrologie
Der Fluss entwässert ein Areal von 490 km². Der mittlere Abfluss am Pegel 3 km oberhalb der Mündung beträgt 9,7 m³/s. Im April und Mai führt der Fluss die größte Wassermenge mit im Mittel 37 bzw. 20,6 m³/s. Der Mündungsbereich des Barnaby River befindet sich im Einfluss der Gezeitenströmung.